# Championnat de Tunisie masculin de basket-ball 2022-2023
Navigation
Saison précédente Saison suivante
La saison 2022-2023 du championnat de Tunisie masculin de basket-ball est la 68e édition de la compétition.

## Formule de la compétition
Pour la première fois de l'histoire du championnat, seulement dix équipes sont retenues pour disputer le championnat (contre douze équipes lors des éditions précédentes). Le championnat de cette saison est composé de trois phases.
La première phase se déroule en aller/retour avec une unique poule de dix équipes, les six premiers étant qualifiés pour le tour suivant (play-off) tandis que les quatre derniers étant qualifiés pour les play-out.
Lors de la deuxième phase, les six équipes qualifiées disputent leurs matchs sous forme d'aller/retour. Les quatre premiers sont qualifiés pour la dernière et troisième phase (super play-off).
| \| CA SN USA ESS USMO JSK DSG EZS ESR \| Localisation des clubs engagés dans le championnat. |
| CA SN USA ESS USMO JSK DSG EZS ESR                                                           |

## Clubs participants
| Club                           | Classement 2021-2022 | Entraîneur           | Stade                          | Capacité théorique | Ville        |
| ------------------------------ | -------------------- | -------------------- | ------------------------------ | ------------------ | ------------ |
| Union sportive monastirienne   | 1er                  | Miodrag Perisic      | Salle omnisports Mohamed-Mzali | 4 070              | Monastir     |
| Ezzahra Sports                 | 2e                   | Hedi Bouden          | Ezzahra Arena                  | 2 500              | Ezzahra      |
| Stade nabeulien                | 3e                   | Najah Abid           | Salle Bir Challouf             | 5 000              | Nabeul       |
| Étoile sportive de Radès       | 4e                   | Nidhal Ben Abdelkrim | Salle Taoufik-Bouhima          | 3 000              | Radès        |
| Club africain                  | 5e                   | Vasco Cuardo         | Salle Chérif-Bellamine         | 2 100              | Tunis        |
| Jeunesse sportive kairouanaise | 6e                   | Marouan Kechrid      | Salle omnisports de Kairouan   | 3 000              | Kairouan     |
| Dalia sportive de Grombalia    | 7e                   | Outail Aouij         | Salle omnisports de Grombalia  | 1 400              | Grombalia    |
| Jeunesse sportive d'El Menzah  | 8e                   | Hichem Zahi          | Palais des sports d'El Menzah  | 4 500              | El Menzah    |
| Union sportive El Ansar        | 9e                   | Riadh Ben Abdallah   | Salle de Dar Chaâbane          | 1 200              | Dar Chaâbane |
| Étoile sportive du Sahel       | Nationale B          | Samir Bouden         | Salle olympique de Sousse      | 4 500              | Sousse       |

- BAL 2022
- Promu de la Nationale B

## Compétition
| T : Tenant du titre                                   |
| F : Finaliste du championnat 2021-2022                |
| P : Promu de la Nationale B 2021-2022                 |
| C : Vainqueur de la coupe de Tunisie 2021-2022        |
| BAL: Vainqueur du Ligue africaine de basket-ball 2022 |

### Première phase

#### Classement
| Légende :                                                            |
| - Qualification pour les play-offs - Qualification pour les play-out |

 Source : Fédération tunisienne de basket-ball.
Mise à jour : 10 janvier 2023
| Rang | Équipe              | %  | J  | G  | P  | Pp   | Pc   | Diff |
| ---- | ------------------- | -- | -- | -- | -- | ---- | ---- | ---- |
| 1    | Club africain       | 89 | 18 | 16 | 2  | 1303 | 1081 | 222  |
| 2    | US Monastir T C BAL | 78 | 18 | 14 | 4  | 1240 | 1103 | 137  |
| 3    | Ezzahra Sports F    | 61 | 18 | 11 | 7  | 1206 | 1150 | 56   |
| 4    | ES Sahel P          | 61 | 18 | 11 | 7  | 1109 | 1142 | -33  |
| 5    | DS Grombalia        | 56 | 18 | 10 | 8  | 1250 | 1216 | 34   |
| 6    | ES Radès            | 56 | 18 | 10 | 8  | 1250 | 1286 | -36  |
| 7    | Stade nabeulien     | 56 | 18 | 10 | 8  | 1274 | 1271 | 3    |
| 8    | JS Kairouan         | 22 | 18 | 4  | 14 | 1180 | 1347 | -167 |
| 9    | JS Menzah           | 11 | 18 | 2  | 16 | 1209 | 1328 | -119 |
| 10   | US El Ansar         | 11 | 18 | 2  | 16 | 1140 | 1260 | -120 |

#### Résultat
| Résultats (dom.\ext.)                                              | USMO  | EZ    | SN    | ESR   | CA    | JSK   | DSG   | JSM   | USA   | ESS   |
| US Monastir                                                        |       | 66-53 | 62-80 | 83-76 | 59-62 | 80-51 | 82-57 | 77-72 | 90-72 | 81-47 |
| Ezzahra Sports                                                     | 58-67 |       | 68-42 | 69-67 | 60-63 | 84-63 | 60-55 | 82-69 | 72-55 | 55-65 |
| Stade nabeulien                                                    | 75-77 | 80-89 |       | 77-72 | 67-69 | 94-56 | 79-64 | 74-71 | 70-56 | 58-65 |
| ES Radès                                                           | 81-75 | 65-62 | 78-55 |       | 57-74 | 71-61 | 68-57 | 85-78 | 89-49 | 69-63 |
| Club africain                                                      | 0-20  | 66-63 | 94-72 | 88-57 |       | 88-62 | 83-66 | 86-75 | 83-59 | 92-66 |
| JS Kairouan                                                        | 68-72 | 64-67 | 71-75 | 70-68 | 70-77 |       | 64-67 | 71-50 | 76-68 | 55-65 |
| DS Grombalia                                                       | 64-78 | 94-69 | 71-60 | 86-83 | 63-60 | 79-67 |       | 88-64 | 80-67 | 52-36 |
| JS Menzah                                                          | 53-68 | 62-64 | 66-67 | 55-61 | 65-91 | 73-76 | 78-77 |       | 79-64 | 66-68 |
| US El Ansar                                                        | 58-93 | 60-70 | 71-76 | 60-69 | 49-63 | 89-63 | 54-67 | 60-59 |       | 47-52 |
| ES Sahel                                                           | 76-72 | 47-71 | 71-73 | 41-34 | 51-64 | 80-72 | 64-63 | 69-63 | 83-53 |       |
| - Victoire à domicile - Victoire à l'extérieur - Match non disputé |       |       |       |       |       |       |       |       |       |       |

### Play-off
| Légende :                                |
| - Qualification pour les super play-offs |

| Rang | Équipe         | %  | J  | G | P | Pp | Pc | Diff |
| ---- | -------------- | -- | -- | - | - | -- | -- | ---- |
| 1    | US Monastir    | 90 | 10 | 9 | 1 | 00 | 00 |      |
| 2    | Club africain  | 70 | 10 | 7 | 3 | 00 | 00 |      |
| 4    | ES Radès       | 40 | 10 | 4 | 6 | 00 | 00 |      |
| 5    | ES Sahel       | 40 | 10 | 4 | 6 | 00 | 00 |      |
| 5    | Ezzahra Sports | 40 | 10 | 4 | 6 | 00 | 00 |      |
| 6    | DS Grombalia   | 20 | 10 | 2 | 8 | 00 | 00 |      |

| Résultats (dom.\ext.)                                              | CA      | USMO    | EZ      | ESS     | DSG      | ESR     |
| CA                                                                 |         | 78 - 71 | 65 - 58 | 84 - 40 | 83 - 56  | 78 - 59 |
| USMO                                                               | 64 - 54 |         | 68 - 63 | 70 - 62 | 102 - 67 | 83 - 56 |
| EZS                                                                | 66 - 64 | 61 - 65 |         | 65 - 75 | 67 - 59  | 57 - 72 |
| ESS                                                                | 70 - 83 | 60 - 69 | 69 - 76 |         | 63 - 61  | 75 - 68 |
| DSG                                                                | 60 - 69 | 56 - 68 | 55 - 54 | 69 - 72 |          | 70 - 66 |
| ESR                                                                | 73 - 72 | 76 - 79 | 65 - 72 | 68 - 58 | 82 - 75  |         |
| - Victoire à domicile - Victoire à l'extérieur - Match non disputé |         |         |         |         |          |         |